# Oistins Bay
Oistins Bay är en vik i Barbados. Den ligger i parishen Christ Church, i den södra delen av landetvid orten Oistins.